# Objekt-Subjekt-Verb
In der Sprachtypologie sind OSV-Sprachen (Objekt Subjekt Verb) diejenigen Sprachen, in denen Objekt, Subjekt und Verb im Normalfall in dieser Reihenfolge auftreten.
Die Sequenz OSV als Grundwortstellung ist äußerst rar. Ein Beispiel einer Sprache, die sie nutzt, ist Xavante. Man findet sie auch in einigen anderen Sprachen in Brasilien, inklusive Jamamadi, Apurinã, Kayabí und Nadëb.
Sequenzen der Form OSV treten in gewissen einzelnen Konstruktionen in manchen Sprachen auf, ohne dabei aber eine Grundwortstellung zu sein (sodass sie für eine Sprachtypologie nicht relevant sind). In Folge einer Topikalisierung können beispielsweise auf Englisch, Chinesisch oder Französisch Sätze in OSV-Abfolge gebildet werden, die von der üblichen Wortstellung abweichen; etwa im Englischen: „I hate oranges, but apples I’ll eat!“. OSV gibt es auch in der Amerikanischen Gebärdensprache. 
OSV als Grundwortstellung gibt es in einigen Plansprachen, wie z. B. Teonaht, da die Sequenz oft von Spracherfindern wegen ihrer Exotik gewählt wird. Die Star-Wars-Figur Yoda spricht in einer abgewandelten Form der Sequenz.